# キリシタン版

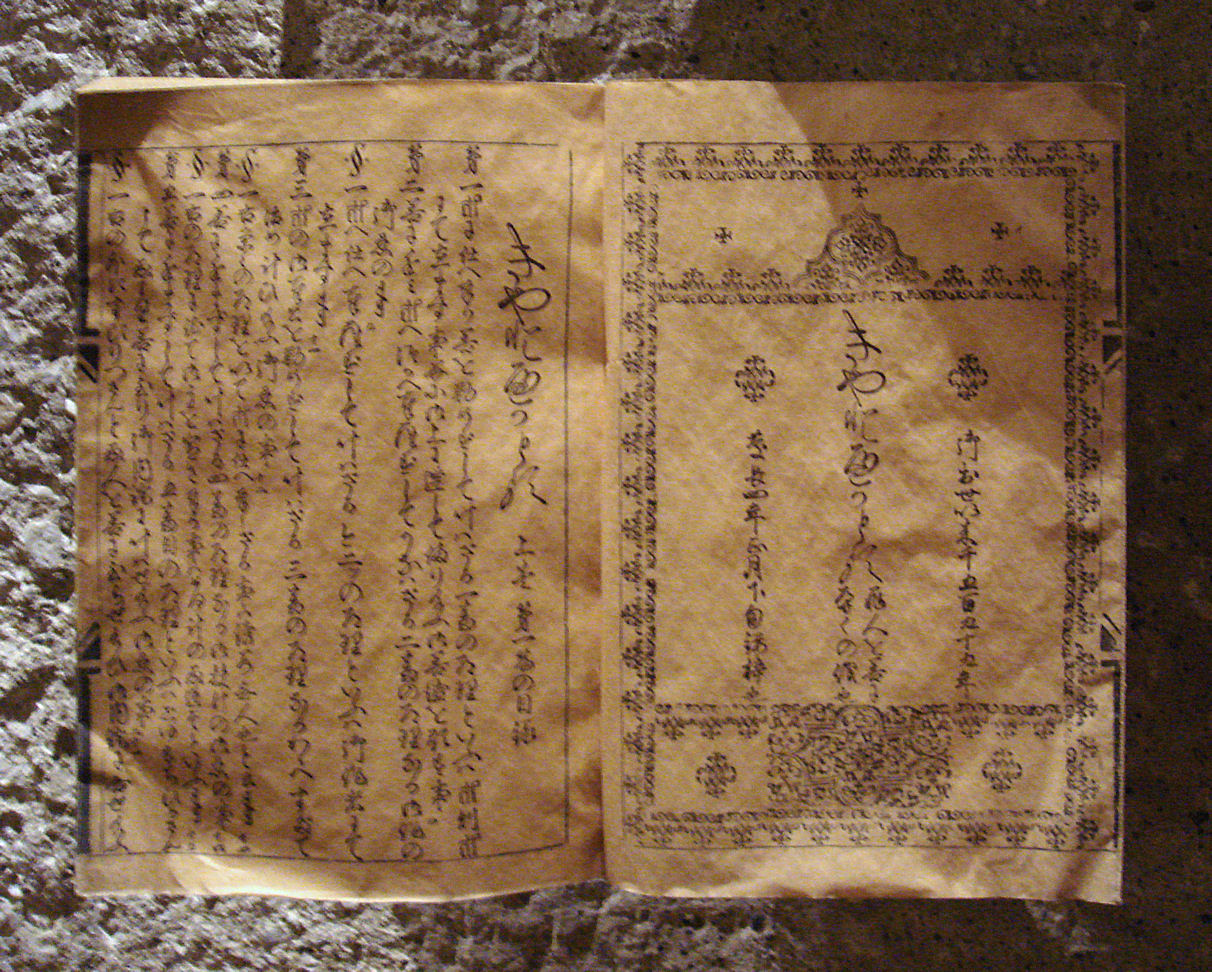
16世紀のキリシタン版（印刷博物館所蔵）

キリシタン版（キリシタンばん）とは、近世初期（16世紀末 - 17世紀初め）に日本を中心にイエズス会によって刊行されたローマ字、あるいは漢字・仮名による印刷物の通称である。
キリスト教の布教のため、日本へ来たイエズス会司祭のアレッサンドロ・ヴァリニャーノが、同会の教育事業の一環として計画した。その計画は、必ずしも成功したとはいえなかった。しかし、50点以上の出版物が刊行され、また東アジアではじめて西洋印刷術によって印行された、書物・印刷史上重要な刊行物であり、ローマ字表記された当時の日本語口語文など、言語史上にも貴重な資料になっている。
キリシタン版と呼ばれる書物群は、論者によって The Jesuit Mission Press in Japan や日本耶蘇会版、吉利支丹版などとも呼ばれ、細目は一致しないこともあるものの、日本においてイエズス会が刊行した書目を中心にすえる点では、大体一致している。

## 出版史

### 前史
イエズス会の宣教師アレッサンドロ・ヴァリニャーノは、天正7年（1579年）からの初の日本巡察の際、日本の宣教師などとの会議を経て、さらなる布教の拡大には内外人に教育を施すことが欠かせないことを認め、教育事業を拡大する方針をとった。すでに教育に必要な書物は整備されつつあったが、教科書の書写は負担が大きく、教科書の日本での出版の必要性を報告した。また、そのとき、西欧の書物をよくよく吟味して、異端に日本の信者が触れぬべきであるとも述べられている。ヴァリニャーノは、学林のために教科書をローマ字によって印行する、またのちに片仮名を用いた一般向けの書物を印行する計画を立てた。日本語の文字による印行は、その数の多さから不可能であるとした。
その計画は実行することが決められ、天正遣欧少年使節に随行した日本人修道士ジョルジェ・デ・ロヨラの筆蹟をもとにヨーロッパにて活字が作成された。またリスボンにてロヨラ及びコンスタンチーノ・ドゥラード、アウグスティノ（いずれも日本人）らに技術を学ばせ、また、同地より活版印刷機を持ち帰ることができた。その運搬の途中、ゴアにてヴァリニャーノと邂逅した使節は、感謝の演説を行い、その演説をもとに通称『原マルティノの演説』（1588年）と呼ばれる書物がコンスタンチーノ・ドゥラードにより印行された。一行はふたたび日本へと向かったが、既に豊臣秀吉の出したバテレン追放令（1587年）の後で、ただちに帰国することができなかった。ために、マカオにとどまり、そのあいだに『キリスト教子弟の教育』（1588年）、『遣欧使節対話録』（1590年）を印行した。ロヨラはマカオで死去してしまったが、ヴァリニャーノが印度副王の使節という資格を帯びて日本に入ったのは天正18年（1590年）7月のことであった。印刷機は加津佐のコレジオ（学林）に安置された。

### 全盛と終焉
当時のコレジオは島原（加津佐）にあり、のちに天草・長崎と移転したため、それぞれの時期の出版物は出版地の名を採って「加津佐版」「天草版」「長崎版」とよばれる。また、京都で印行された『こんてむつす・むん地』は、出版者の名を採って「原田版」と呼ばれる。また、長崎で印行された国字本は、イエズス会から印刷所を委託した後藤宗印という信者のもとで刷られ、3点が確認されている。
まず加津佐のコレジオにおかれた印刷機は、日本語及びラテン語の書物の印刷に早速使われ、日本文典や辞書などが印刷のために準備された。出版にあたっては内容を研究・精査し、認可したもののみにし、以降教団で統一的に使用するものとした。認可は教皇より日本で独自に行えるよう勅を得て望んだのである。その後、天草の学林、長崎へと印刷機は場所を移し、また資金の都合などから、後藤登明宗印（印刷所）へ印刷機を託し、国字本の出版をさせたり、京都において原田アントニオに出版させたりしたのであった。
慶長19年（1614年）にキリシタンに対する大々的な追放令が出され、印刷機の導入が決定されたころと比べて、キリシタンへの政治的弾圧は大きなものとなっていた。各地のイエズス会の施設が破壊され、印刷機がマカオに移されたのちも『日本小文典』（1620年）などが印行されはしたものの数点にとどまり、日本に残った書物も寛永4年（1627年）焼却されたのである。

### 意義
この出版事業においては、当初の目的であった聖職者養成に用いる書物、片仮名による国字本に止まらず、草書体漢字・仮名を用いた国字本まで刊行された。明確な記録はほぼないものの、1000 から2000 の部数があった。キリシタン版はキリシタン追放と共におわり、同時代に持ち込まれた李朝の銅活字が古活字版の起源となりその後の整版文化の祖にもなったのに対し、キリシタン版はその後の日本には影響を及ぼさなかったという見解が主流であるが、印刷技法の検討から古活字版はキリシタン版の影響から興ったとの指摘もある。
平家物語の題扉には「日本のことばとHistoriaを習ひ知らんと欲するひとのために世話にやはらげたる平家の物語」とあり、『伊曽保物語』、『金句集』で一つをなす日本語教育書で、『和漢朗詠集』に含まれる往来物（「雜筆抄」）、『貴理師端往来』は、前者が武家向けのものであるのに対し、後者は小児にも用いるような教科書であった。その一方でまた、マカオで印行された書物はラテン語教育のためのものであったし、このほかにも、『どちりいな・きりしたん』などの教義書なども多く刊行された。『こんてむつす・むん地』が京都で販売を目的として印行され、後藤版も利益を目的とした出版で、より読みやすい書物を作ったことからもわかるとおり、日本人に対する広汎な布教・教育と、来日宣教師に対する実践的な日本語教育が主眼であったことが知られる。ために、ローマ字本は来日宣教師のための語学書であり、国字本は日本人むけに出版されたのであって、編集上にもそれがあらわれて、特に後藤版などで一般信者に向けた編集がなされている。
内容については、その発行物から文学・語学の両面から検討されている。
語学に於いては、刊行されたキリシタン版だけではなく、写本類をも範疇として研究がなされている。発音符号を伴ったローマ字表記で、厳密な表音主義に則ると考えられたローマ字本を中心に、口語資料として分析されてきた。特に、音韻では清濁や長音の開合のことが細かく記されているなど、ローマ字本において諸資料において特に顕著に見いだされるものが多々あった。大小の日本文典は、音韻・語彙だけではなく、方言や文法についても言及されているため、重要視される。また、ローマ字本との差異をとらえて、国字本をもとに研究もなされている。これらは他言語話者が日本語を効率よく学習、表記するために版本において特に詳細であり、規範性が強いものである。

## 印刷術
キリシタン版は日本で最初の活版印刷による出版であったと同時に、ヨーロッパより招来された印刷機は、当初1台であったが、マカオに移送された年には3台にまで増えていた。印刷機と共に招来されたのはローマン体活字のみであった（その種類は大小「三種」であり、イタリックなどはなかった）。そのほとんどの書体は最新のものではなく、西欧において同時代の使用が見られないものさえあり、印刷術として高度な物はなかった。しかし、短期間で、日本語活字の製造をもなしえたことは、その習熟の早さを物語ることである。
招来印刷機は、往事一般的であった行灯蓋型を用いたもので、美濃版の印行も可能な大きさであったと考えられている。欧文活字は、キャノン（約48アメリカン・ポイント）・アッセンドニカ或はダブル・パイカ（約22ポイント）・パラゴン（約11ポイント）の、ゴアやマカオでの使用を経て招来されたものが当初より使われた。その後追加や改鋳などがなされ、併せて8種の大きさの活字が使われた。イタリック体はついに招来されることなく、日本において父型から製造された。その大きさはパラゴン（約20ポイント）と18ポイント相当のもの、パイカ（約11ポイント）の3種である。
日本語文字では、漢字平仮名の大小2種類、及び漢字片仮名による印行が確認されている。漢字平仮名の印行物に関しては活字による印行で、かつ、大小の順に作られたことが認められている。片仮名が最初に印行されたとする説が強く、これはヴァリニャーノの1584年の書簡に片仮名母型をメキスタに要望しているのによっている。片仮名や大型活字については整版や木活字によると考えられたこともあったが、新井トシによる論攷ですべてが金属活字によるとされた。ただし、小型活字からは補充として木活字が用いられている。京都版に限っては例外で、整版説なども唱えられたが、木活字による印行だという説が支持されている。
活字の製作について、欧文活字についてはパンチから製造されたことは諸家に疑いがない。日本語活字については、欧文と同じと考え特に言及されず、またパンチであると支持するものもあり、原字を木の駒に彫ったとする説もあったが、当初はヨーロッパで製作した活字以上のものはないことがあきらかとなり、自家製造が可能になったのはイタリック活字製造の報がある1594年以来と考えられるようになった。欧文活字は天地幅を一定にするが、日本語活字に応用するときにそれを回転し、左右幅を固定した。これにより左右よりも天地の大きさの変動が激しい筆写体の再現が容易になるのである。『太平記』などの小型活字本などには木活字による補充があることが知られる。
印刷紙は日本国内刊行のものはおおむね和紙の楮斐紙、日本国外刊行本も多くのものは日本国外に産せられた紙である。

## 書目
キリシタン版は、湮滅したものもあり、また前述の通り論者によって定義が異なるし、発見し得た点数も異なる。レオン・パジェス (Léon Pagès) の最初の書誌に掲載された点数は21種で、アーネスト・サトウはそのうち7種を確認しさらに7種を付け加えた。日本において印行されたものをきりしたん版と呼ぶ富永らの定義に遵うと、現在キリシタン版として呼ばれているのは32点である。刊行年順に書目を一覧する（ただし書名は通称によるものも含まれている）。また、ヨハネス・ラウレス (Johannes Laures) の“Kirishitan Bunko”の版本一覧もよく参照される。
| 書名                           | 言語                             | 用字     | 刊行年 | 刊行地 | 備考                                                                                    |  |
| ------------------------------ | -------------------------------- | -------- | ------ | ------ | --------------------------------------------------------------------------------------- |  |
| サントスの御作業のうち抜書     | 日本語                           | ローマ字 | 1591   | 加津佐 | 現存する最古の完本である。                                                              |  |
| ドチリナ・キリシタン           | 日本語                           | ローマ字 | 1592   | 天草   |                                                                                         |  |
| ヒデスの導師                   | 日本語                           | ローマ字 | 1592   | 天草   |                                                                                         |  |
| 平家物語（FEIQE MONOGATARI ）  | 日本語                           | ローマ字 | 1592   | 天草   | 伊曽保物語・金句集とともにともに編まれたものである。河合・村本: 134-6。大英図書館所蔵。 |  |
| 伊曽保物語                     | 日本語                           | ローマ字 | 1593   | 天草   |                                                                                         |  |
| 金句集                         | 日本語                           | ローマ字 | 1593   | 天草   |                                                                                         |  |
| 拉丁文典                       | 日本語・ラテン語・ポルトガル語   | ローマ字 | 1594   | 天草   |                                                                                         |  |
| 拉葡日対訳辞典                 | 日本語・ラテン語・ポルトガル語   | ローマ字 | 1595   | 天草   |                                                                                         |  |
| 心霊修業                       | ラテン語                         | ローマ字 | 1596   | 天草   |                                                                                         |  |
| 精神修養の提要                 | ラテン語                         | ローマ字 | 1596   |        |                                                                                         |  |
| コンテンツス・ムンヂ           | 日本語                           | ローマ字 | 1596   |        |                                                                                         |  |
| ナバルスのざんげ・告解簡略提要 | ラテン語                         | ローマ字 | 1597   |        |                                                                                         |  |
| 落葉集                         | 日本語                           | 国字     | 1598   |        |                                                                                         |  |
| サルバトール・ムンヂ           | 日本語                           | 国字     | 1598   |        |                                                                                         |  |
| ぎや・ど・ぺかどる             | 日本語                           | 国字     | 1599   |        |                                                                                         |  |
| ドチリナ・キリシタン           | 日本語                           | ローマ字 | 1600   |        |                                                                                         |  |
| 和漢朗詠集                     | 日本語                           | 国字     | 1600   |        | 朗詠集のほか、九相歌并序、無常、雑筆抄、実語教その他を収める。大河内: 24。              |  |
| おらしよの飜譯                 | 日本語                           | 国字     | 1600   | 長崎   |                                                                                         |  |
| どちりな・きりしたん           | 日本語                           | 国字     | 1600   | 長崎   |                                                                                         |  |
| 金言集                         | ラテン語                         | ローマ字 | 1603   |        |                                                                                         |  |
| 日葡辞書                       | 日本語・ポルトガル語             | ローマ字 | 1603-4 | 長崎   |                                                                                         |  |
| 日本大文典                     | 日本語・ポルトガル語             | ローマ字 | 1604-8 | 長崎   |                                                                                         |  |
| サクラメント提要               | ラテン語（日本語）               | ローマ字 | 1605   | 長崎   |                                                                                         |  |
| スピリツアル修業               | 日本語                           | ローマ字 | 1607   | 長崎   | 修業ではなく修行が正しい。(福島邦道 1973:51)。                                          |  |
| 聖教精華                       | ラテン語                         | ローマ字 | 1610   | 長崎   |                                                                                         |  |
| こんてむつす・むん地           | 日本語                           | 国字     | 1610   | 京都   |                                                                                         |  |
| ひですの經                     | 日本語（ラテン語・ポルトガル語） | 国字     | 1611   | 長崎   |                                                                                         |  |
| サルペ・レジイナ、十戒他断簡   | 日本語                           | 国字     |        |        |                                                                                         |  |
| 祈祷文断簡                     | 日本語                           | 国字     |        |        |                                                                                         |  |
| 「どちりいな・きりしたん」     | 日本語                           | 国字     |        |        |                                                                                         |  |
| 「ばうちずもの授けやう」       | 日本語                           | 国字     |        |        |                                                                                         |  |
| 太平記抜書                     | 日本語                           | 国字     |        |        |                                                                                         |  |

### 成立について
諸本の成立を巡ってはさまざまな問題を見いだすことができる。たとえば、キリシタンが遺した写本資料からどのように、またどれをもとにして出版したのか、同じ原書に対してローマ字本と国字本がある場合どちらの内容が先行し又どのように違うか、ということが考えられる。
翻訳に当たったのは日本人である。刊記と会士の書簡により『サントスの御作業のうち抜書』の訳者は養方（甫）軒パウロとその子ヴイセンテとされる。このなかの一伝には日本語文字による写本とローマ字による写本とがあり、それぞれがどのように成立したかという問題は資料の欠如もあり考究が難しい。また、『太平記抜書』においては、山田孝雄や新村出などが太平記流布本系からの単純な抄出と看做し、のちに底本として慶長版古活字本の一本に特定する研究がなされたが、宮嶋一郎が反キリスト教的表現の改変を指摘し、『抜書』についての編者の存在を主張した。

## 研究史
イエズス会が日本で出版を行っていたことは、宣教師が本部にしばしば報告していたことでもあってよく知られており、その活動やいくつかの書は教会史においてもしばしば触れられるところであった。また、19世紀にヨーロッパにおいて日本学が勃興し、ランドレス (Ernest Augustin Xavier Clerc de Landresse) によるロドリゲスの『日本小文典』仏訳（1825年）が出ると、大いに用いられ、ヨハン・ヨーゼフ・ホフマンの『日本文典』(Japansche Spraakleer. Leiden: Brill, 1868.) に影響を与えたほか、レオン・パジェスによる『日葡辞典』仏訳（1862–68年）などの呼び水となり、バジル・ホール・チェンバレンを通じて、日本における近代の日本語研究にも大きな影響を与えた（杉本）。
キリシタン版が、出版活動として検討されるようになったのは、パジェスによる『日本図書目録』(Bibliographie Japonaise ou catalogue des ouvrages relatifs au Japon. Paris: Benjamin Duprat, 1859.) に取り上げられたことをはじめとしよう。その後、アーネスト・サトウがヨーロッパ各地に残るキリシタン版を調査して『日本イエズス会刊行書誌』(The Jesuit Mission Press in Japan, 1591-1610. London: privately printed, 1888.) を著し、研究の基礎となった。また、チェンバレンによる日本語史資料としての先駆的紹介はあったものの、本格的な研究は新村出の登場を俟ってからであった。
また、幕末のころ、ベルナール・プティジャンは、ヴァティカンやフィリピンなどの各地に残されたキリシタン版を再版している。

### 言語学的研究
新村は西欧を外遊し、さまざまな資料を紹介するとともに、書誌的事項の整備など諸研究の先駆をなした。新村はこれらが活字版であるとするサトウの論を補強するとともにキリシタンの文献を日本語史の資料として扱い、キリシタンの文献が有用であることを示した。主に版本の研究が中心だったのが写本にも独自の問題が見いだされるようになったのは土井忠生や福島邦道らの諸研究によるところが大きく、写本との比較により、キリシタン版の日本語ローマ字本は整理された規範的表記であり音韻の実態と離れていることも明らかにされた。

### 書誌学的研究
キリシタン版の書誌学研究を巡っては、新村ののち、キリシタン研究や言語研究の資料としての整備の一環として研究されてきた。柊源一や海老沢有道、土井忠生などがあげられる。ヨハネス・ラウレスによる『キリシタン文庫』（1940年、1957年（三版））はその最も包括的な目録である。これらはキリシタン研究や、言語研究の一環としてキリシタン版の問題を考えたものであった。
そのなかで、天理教の2代真柱である中山正善による蒐集によってキリシタン版を多く所蔵するようになった天理大学附属天理図書館において、館長富永牧太以下の新井トシや大内田貞郎などの館員によって書誌学的研究が進められ、とくに印刷技法や出版事業の研究において重要な成果がもたらされた。その成果は同館機関誌『ビブリア』に多く発表されたほか、『きりしたん版の研究』（1973年）、富永牧太の『きりしたん版文字攷』（1977年）とまとめられた。
大内田による古活字版とキリシタン版の関係の指摘から、森上修と山口忠男の印刷技法についての考究から、国字本についての研究が多く出ている。

## 註
1. ↑  E. M. Satowによる
2. ↑  また、キリスト教研究では「日本イエズス会版」が妥当と看做すことが多い。海老沢、尾原・松岡を参照。
3. ↑  幸田成友による
4. ↑  新村出による
5. ↑  富永a: 6-7。ただし富永らは断簡等までを含めた日本における印行物を全部数え、ラウレスは『キリシタン文庫』においてイエズス会資料として刊行物とともに写本類や追放後資料をも数えている。(福島邦道 1973:20-1)。サルペ・レジイナ、十戒他断簡は出版物ではなく、数えないことも当然ありうる。(福島邦道 1973:54)。
6. ↑  大内田 2000:22。
7. ↑  豊島「前期キリシタン版」
8. ↑  新井 1959b:44、新井b (3)。
9. ↑  新井b (2): 34-7
10. ↑  大内田 2000:32。
11. ↑  大内田 2000:38,44。
12. ↑  新井c:45-6。
13. ↑  福島邦道 1983:35。国字本についてはメキスタの書簡に「サルバトール・ムンヂ」が1500 部以上印刷(新井1959b:44)、別の書簡で、長崎版『こんてむつす・むん地』の1300部の印行の報告がある（Diego Pacheco: 248）。欧字本についてはヴァリニャーノがラクタンキウスの著を600 から800部、「カテキズム・ロマヌス」を400 から500部ヨーロッパから送付するよう依頼していることから推量されうるだろう。新井 1959b:43-4。
14. ↑  カーター: 202。
15. ↑  大内田 2000:31。
16. ↑  亀井高孝・坂田雪子『ハビヤン抄キリシタン版平家物語』吉川弘文館、1966年10月、1975年3月（二版）、1ページ。原文は以下の通りである（『天草版平家物語』上、勉誠社、1976年9月）。“NIFON NO/ COTOBA TO/ Historia uo narai xiran to/ FOSSVRV FITO NO TAME-/ NI XEVA NI YAVARAGVE TA-/ RV FEIQENO MONOGATARI.”
17. ↑  大河内: 22-5。
18. ↑  新井 1958b:40-1、新井b (3): 46、福島邦道 1973:19-55、大内田 2000:24-5。
19. ↑  柊:7,29-31。
20. ↑  福島邦道 1973:6-7。
21. ↑  福島邦道 1973:175-9。
22. ↑  福島邦道 1973:5-8。またキリシタンの文献においてもっとも古く半濁音符が見いだされたり、活字の開発のために漢字整理がなされていたりすることも表記史として重要である。(福島邦道 1973:242)、(豊島正之 2002)。
23. ↑  新井 1957:30、福島邦道 1983, 第9章。
24. ↑  ポイントシステムが考案される以前はフォントは特定の大きさの名称を帯びていて、また統一されていなかった。ここにおけるポイント数は相当値を示す以上のものではない。富永・新井: 95。
25. ↑  福島邦道 1973:240、大内田 2000:16。ただし、大内田は先後にふれず、新井は用語や小型活字から半濁点記号が使われていることから大型活字に先行しないと見ている。新井: 85-6。
26. ↑  新井 1957、柊:8、山口忠男 1992:17-20。
27. ↑  富永・新井: 86。
28. ↑  富永牧太『きりしたん版文字攷』天理: 富永牧太先生論文集刊行会、1978年4月、376-7ページ、柊:33。
29. ↑  山口忠男 1992:16-7、山根:120-1。
30. ↑  山口忠男 1992:23-30、大内田 2000:28,30。
31. ↑  豊島正之 2010
32. ↑  新井 1958c:37。
33. ↑  豊島正之 2009:79–80。
34. ↑  澤田:165。
35. ↑  山根: 99、大内田 2000:32。
36. ↑  河合忠信・村本正人「きりしたん版の書誌解説」（『きりしたん版の研究』128-163ページ）、山根: 99。八木壮一「新発見のきりしたん版　「ナバルスのざんげ」」（日本古書通信社『日本古書通信』第51巻第5号、1986年5月、2-4ページ）により補う。
37. ↑  16世紀　宣教師の日本語学習の「教科書」朝日新聞2019年6月5日朝刊
38. ↑  福島邦道 1973:103-4, 118-9。
39. ↑  宮嶋一郎「きりしたん版『太平記抜書』の編集態度のこと」『天理図書館善本叢書月報』40、八木書店、1978年5月、1-4ページ、大塚光信『抄物きりしたん資料私注』清文堂、1996年4月、183-213ページ。
40. ↑  福島邦道 1973:3-12。
41. ↑  福島邦道 1983:133-45,183-4。
42. ↑  Laures, Johannes. Kirishitan Bunko: a manual of books and documents on the early Christian missions in Japan/ with special reference to the principal libraries in Japan and more particularly to the collection at Sophia University, Tōkyō. Tokyo: Sophia Univ., 1940.; Suppl. 1941, 1451.; 3rd rev. and enl. ed. 1957.
43. ↑  澤田、福島 (1973): 19-20。
44. ↑  大内田貞郎、高部萃子「朝鮮古活字版に想うこと　特に活字の形状と植字版を中心に」『ビブリア　天理圖書館報』89号、天理大学出版部、1987年10月。
45. ↑  森上修, 山口忠男「慶長勅版「長恨歌琵琶行」について-上-慶長勅版の植字組版技法を中心として」『ビブリア : 天理圖書館報』第95号、天理大学出版部、1990年11月、118-171頁、ISSN 00060860、国立国会図書館書誌ID:3372635。
森上修「慶長勅版「長恨歌琵琶行」について-下-わが古活字版と組立式組版技法の伝来」『ビブリア : 天理圖書館報』第97号、天理大学出版部、1991年10月、36-86頁、ISSN 00060860、国立国会図書館書誌ID:3427362。
(山口忠男 1992)。
46. ↑  (豊島正之 2002)や、白井純「キリシタン版前期国字版本の平仮名活字について」（石塚晴通教授退職記念会編『日本学・敦煌学・漢文訓読の新展開』汲古書院、2005年5月、836-843ページ）を参照。